# Alfred Gomis
Amigo Alfred Junior Gomis (* 5. September 1993 in Ziguinchor) ist ein senegalesischer Fußballtorhüter, der auch die italienische Staatsbürgerschaft besitzt.

## Karriere

### Verein
Gomis verbrachte den Großteil seiner Karriere bei italienischen Klubs. Nachdem er das Jugendinternat beim FC Turin durchlaufen hatte, wurde er als Profi 2013 an den FC Crotone in die Serie B ausgeliehen. Trotz seiner Jugend und geringen Erfahrung bestritt Gomis 39 Ligaspiele sowie ein Pokalspiel für den kalabresischen Klub.
2014 wurde Gomis an US Avellino in der Serie B ausgeliehen. Er gab sein Debüt in der zweiten Runde der Coppa Italia, in der er ohne Gegentor blieb. Sein Ligadebüt am ersten Spieltag der Saison gegen Pro Vercelli endete mit einer 0:1-Niederlage. Er bestritt 31 Ligaspiele und belegte nach einer von der Lega Serie B zusammengestellten Liste den achten Platz hinter seinem älteren Bruder Lys unter den Top-15-Torhütern der Serie B.
Es folgten weitere Leihen 2015 an den Serie B-Klub AC Cesena und 2016 an den FC Bologna als Ersatz für Antonio Mirante, bei dem ein Herzproblem diagnostiziert wurde. Gomis selbst verletzte sich kurz nach seiner Ankunft und absolvierte lediglich ein Pokalspiel. Im Januar 2017 wurde er an Salernitana in der Serie B ausgeliehen.
Ab Juli 2017 spielte Gomis leihweise bei SPAL Ferrara mit einer Kaufverpflichtung nach Ablauf der Leihfrist.  Anschließend wurde er von SPAL fest verpflichtet.
2019 unterschrieb Gomis einen Vierjahresvertrag beim FCO Dijon in der französischen Ligue 1. Ursprünglich als Back-Up für Stammtorhüter Alex Rúnarsson verpflichtet, bestritt er 19 Ligaspiele, in denen er sechsmal ohne Gegentor blieb und wurde am Ende der Saison von den Dijon-Anhängern zum besten Spieler der Saison 2019/20 gewählt.
Im September 2020 wechselte Gomis als Nachfolger des scheidenden Édouard Mendy zum Ligakonkurrenten Stade Rennes. Anfang 2023 wurde der Spieler bis Saisonende an Como 1907 ausgeliehen. Zur Saison 2023/24 erfolgte eine weitere Leihe zum FC Lorient.

### Nationalmannschaft
Gomis erhielt Einladungen zu Spielen der italienischen U-20- und U-21-Nationalmannschaft, die er aber ausschlug.
Am 14. November 2017 gab Gomis beim 2:1 gegen Südafrika im letzten Qualifikationsspiel für die FIFA-Weltmeisterschaft 2018 sein Debüt in der senegalesischen Nationalmannschaft und wurde von Trainer Aliou Cissé in das Aufgebot für die Fußball-Weltmeisterschaft 2018 in Russland berufen. Er kam während des Turniers jedoch nicht zum Einsatz.
Ein Jahr später wurde Gomis für den Afrika-Cup 2019 nominiert. Nach dem zweiten Spiel der Vorrunde löste er Édouard Mendy im senegalesischen Tor ab und bestritt das letzte Vorrundenspiel gegen Kenia sowie alle weiteren Partien des Turniers. Im Finale unterlag der Senegal der Mannschaft von Algerien mit 0:1.

## Erfolge
- Afrika-Cup-Sieger: 2022

## Privates
Gomis wurde 1993 in Ziguinchor, Senegal geboren. Kurz nach seiner Geburt zog die Familie nach Cuneo, Italien. Seine Brüder Lys und Maurice sind ebenfalls Fußballprofis. Er ist mütterlicherseits guinea-bissauischer Abstammung und besitzt die italienische und senegalesische Staatsbürgerschaft.